# Leopold Hofmann (Widerstandskämpfer)
Leopold Hofmann (geboren am 8. September 1900 in Wien; zu Tode gekommen am 19. März 1945 im KZ Flossenbürg) war ein österreichischer kommunistischer Widerstandskämpfer gegen den Nationalsozialismus. Er wurde von der Gestapo Wien verhaftet, verhört, ins Konzentrationslager deportiert und dort ermordet.

## Leben
Leopold Hofmann wurde im Jänner 1944 wegen Betätigung für die KPÖ festgenommen und am 14. August 1944 in das KZ Flossenbürg deportiert. In dessen KZ-Außenlager Hersbruck wurde er am 19. März 1945, wenige Wochen vor dem Untergang des NS-Regimes, zu Tode gebracht.

## Gedenken
Ein Denkmal und ein Erinnerungsstein erinnern an den Widerstandskämpfer:

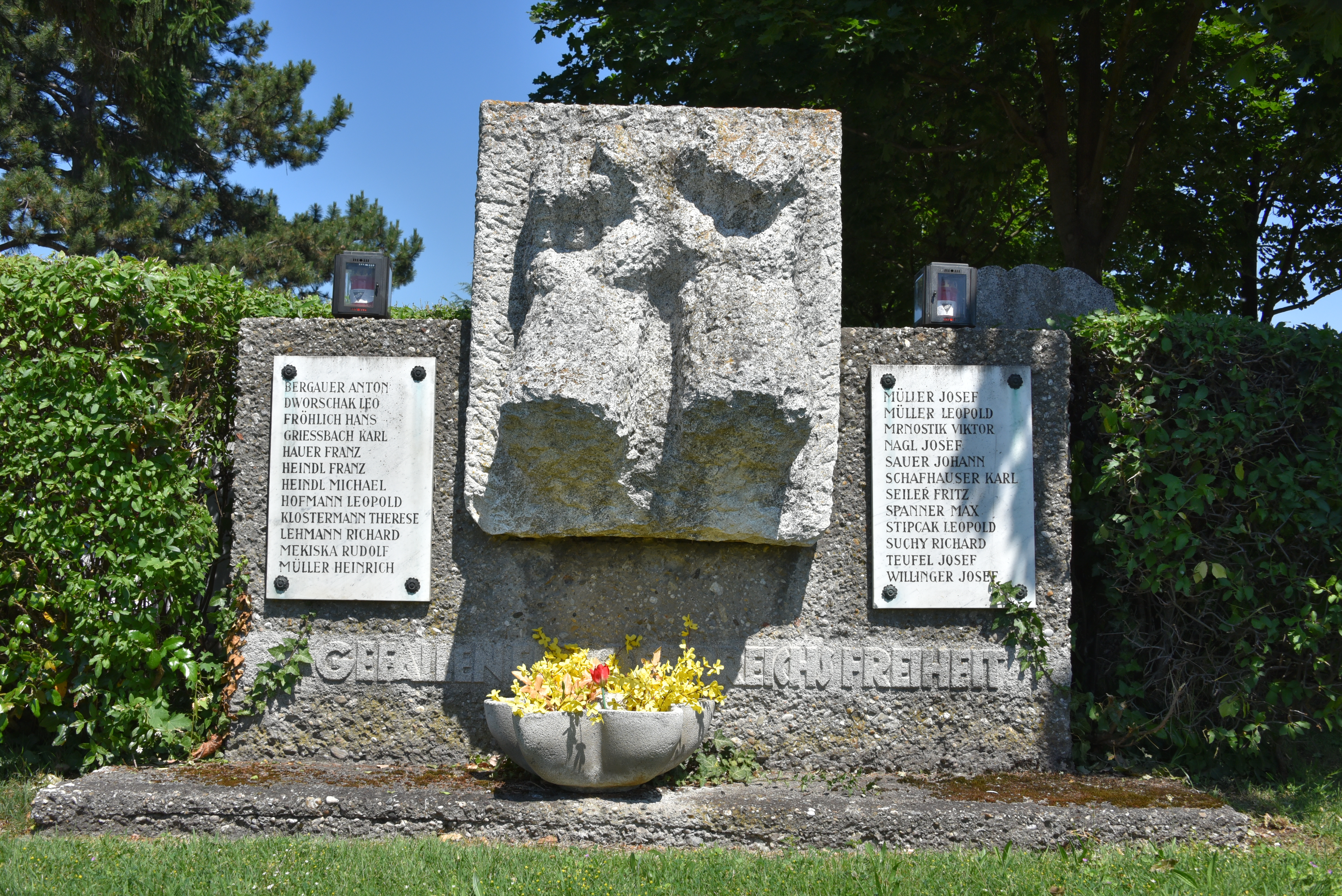
Freiheitskämpferdenkmal am Atzgersdorfer Friedhof, errichtet 1954

- Am 1. November 1954 wurde auf dem Atzgersdorfer Friedhof das Freiheitskämpfer-Denkmal enthüllt, gestaltet vom Bildhauer Franz Pixner. Es erinnert an insgesamt 24 Widerstandskämpfer, die dem Austrofaschismus bzw. dem NS-Regime ihr Leben lassen mussten: Anton Bergauer, Leo Dworschak, Hans Fröhlich, Karl Griesbach, Franz Hauer, Franz und Michael Heindl, Leopold Hofmann, Therese Klostermann, Richard Lehmann, Rudolf Mekiska, Viktor Mrnustik, Heinrich Müller, Josef Müller, Leopold Müller, Josef Nagl, Johann Sauer, Karl Schafhauser, Fritz Seiler, Max Spanner, Leopold Stípčak, Richard Suchy, Johann Teufel und Josef Willinger.[2]
- Im Rahmen der Gedenkveranstaltung anlässlich des Jahrestages der Novemberpogrome 1938 verlegte die Initiative Steine der Erinnerung in Liesing im November 2014 vor seinem letzten Wohnhaus Tagliebergasse 1 in Wien-Atzgersdorf einen Erinnerungsstein für Leopold Hofmann.[3]

Sein Name findet sich auch in der Liste Liesinger Opfer des Nationalsozialismus 1938 – 1945 der Initiative Steine der Erinnerung in Liesing.